# سوبرنوفا (أغنية)
"سوبرنوفا" هي أغنية سجلتها فرقة الفتيات الكورية الجنوبية ايسبا لأول ألبوم استوديو لهم «أرمجدون». تم إصدار الأغنية بواسطة إس إم إنترتينمنت في 13 مايو 2024 كأول أغنية منفردة رئيسية من الألبوم.

## التأليف
تمت كتابة "سوبرنوفا" وتلحينها من قبل كنزي مع مساهمة باريس أليكسا في التكوين ومشاركة ديم جوينتز في كل من التكوين والترتيب. توصف بأنها أغنية رقص و هايبر بوب فائق مع كلمات حول "رؤية ايسبا الموسعة للعالم".

## الفيديو الموسيقي
تم إصدار الفيديو الموسيقي في 13 مايو 2024، إلى جانب الاغنية. في نفس اليوم، تم الإعلان عن أن الفيديو الموسيقي قد تجاوز 10 ملايين مشاهدة في غضون 10 ساعات.
يظهر الفيديو الموسيقي "المستقبلي" ايسبا في "توصيفات ديناميكية وذكية"، يعرضون قواهم الخارقة في جميع أنحاء المدينة. كل عضوة تمتلك "قوة خارقة" - قوة كارينا الفائقة، وسيطرة نينق نينق على النار، و وينتر تطفو في الهواء، وقوة جيزيل في التحكم بالوقت. يبدأ الفديو الموسيقي مع نجاة كارينا من السقوط من الأعلى على سيارة. بعد لحظات، تركت السيارة المحطمة دون أن تصب بأذى. تشمل المشاهد الأخرى وهي "تمزق المرايا الجانبية من السيارة، وتظهر أنياب مصاصي الدماء ورفع المركبات بيد واحدة".
بالإضافة إلى ذلك، تم استخدام تقنية الذكاء الاصطناعي لنقل الصور الثابتة لوجوه إيسبا بالتآزر مع كلمات الأغنية. كشفت العضوة نينق نينق أنها "ضحكت كثيرا عندما رأت مشهد الذكاء الاصطناعي"، واصفة إياه بأنه "ليس شيئا تتوقعه". قالت أيضا أنه "حتى في عالم تحظى فيه الذكاء الاصطناعي بشعبية كبيرة لن تكون التكنولوجيا قادرة على استبدال تعبيراتنا البشرية".